# Arthur Dizier
Arthur Dizier (* 29. September 1919 in Maffee, Belgien; † im April 1945) war ein belgischer Antifaschist.

## Leben
Wegen seiner Unterstützung des belgischen Widerstands, der sich ab Ende 1940 bildete, nachdem die Neutralität Belgiens von Hitler nicht mehr anerkannt worden war, wurde Dizier 1942 verhaftet und wie viele seiner Landsleute nach Deutschland deportiert. Er war dort als politischer Häftling Insasse des KZ Buchenwald (Nr. 54952) und wurde noch kurz vor Kriegsende gemeinsam mit vielen anderen Häftlingen dieses Konzentrationslagers ab dem 5. April 1945 evakuiert, um zu verhindern, dass diese als Zeugen der Verbrechen den herannahenden Amerikanern lebend in die Hände fielen. Das Ziel dieser Transporte war u. a. auch das Konzentrationslager Sachsenhausen bei Oranienburg, um diese Häftlinge den von dort aus stattfindenden Todesmärschen einzugliedern.
Bei einem Fluchtversuch gemeinsam mit seinem jüngeren Bruder Antoine in der Nähe des Bahnhofs Borkheide wurde er von SS-Bewachern im nahen Wald des Ortes erschossen. Seinem Bruder gelang durch selbstlose und gefährliche Unterstützung einer Bewohnerin der Waldgemeinde die Flucht, indem sie ihn bei sich versteckte. Er kehrte im Mai 1945 in seine Heimat zurück und kam bis zu seinem Tod noch mehrmals nach Borkheide.
Das Grab von Arthur Dizier ist heute eine offiziell anerkannte und im Verzeichnis für Baudenkmale der Gemeinde Borkheide und des Amtes Brück als eines von 16 Gräbern der Opfer von Krieg und Gewaltherrschaft gelistete Gedenkstätte.